# Surazomus rafaeli
Espèce
Surazomus rafaeli est une espèce de schizomides de la famille des Hubbardiidae.

## Distribution
Cette espèce est endémique du Rondônia au Brésil. Elle se rencontre vers Itapuã do Oeste.

## Description
Le mâle holotype mesure 2,5 mm.

## Étymologie
Cette espèce est nommée en l'honneur de José Albertino Rafael.

## Publication originale
- Salvatierra, 2018 : A new species of Surazomus Reddell and Cokendolpher, 1995 (Arachnida: Schizomida) from Rondonia, Brazil. Turkish Journal of Zoology, vol. 42, no 1, p. 107-112 (texte intégral).